# Tifão
Tifão, Tufão, Tífon ou Tifeu (em grego clássico: Τυφωευς, Τυφων, Τυφαων, Τυφως, transl. Typhôeus, Typhôn, Typhaôn, Typhôs) é um gigante da mitologia a quem imputavam os gregos a paternidade dos ventos ferozes e violentos. É filho de Gaia e de Tártaro.
No sincretismo com o mito egípcio de Osíris, Tifão era identificado com o gigante Set, responsável pela seca do Nilo, e que, por inveja de sua fecundidade, o matara. Set será vingado depois por seu filho Hórus.
Junto à esposa Equidna, Tifão foi pai de vários dos monstros que povoam as aventuras de heróis e deuses, tais como: o Leão da Nemeia, combatido por Hércules; a Hidra de Lerna ou a Esfinge, na fusão com os mitos nilóticos; dos cães Ortros e Cérbero.
Hesíodo descreve-o assim:
As vigorosas mãos desse gigante trabalhavam sem descanso, e os seus pés eram infatigáveis; sobre os ombros, erguiam-se as cem cabeças de um medonho dragão, e de cada uma se projetava uma língua negra; dos olhos das monstruosas cabeças jorrava uma chama brilhante; espantosas de ver, proferiam mil sons inexplicáveis e, por vezes, tão agudos que os próprios deuses não conseguiam ouvi-los; ora o poderoso mugido de um touro selvagem, ora o rugido de um leão feroz; muitas vezes — ó prodígio! — o ladrar de um cão, ou os clamores penetrantes de que ressoavam as altas montanhas.
Tifão é uma besta horripilante nascida para acabar com Zeus e com o Olimpo. Filho da vingativa Gaia e do sinistro Tártaro, um deus primordial que vive enclausurado nas profundezas. Foi responsável pela fuga em massa dos deuses olimpianos, porque é capaz de incutir grande pavor. Venceu a primeira luta contra Zeus, mas foi derrotado na segunda.

## Descrição
Gaia, a Terra, para vingar a derrota de seus filhos pelos crônidas na Titanomaquia, uniu-se a Tártaro, gerando Tifão, identificado como a personificação do terremoto e dos ventos fortes. Morava numa gruta, cuja atmosfera envenenava com vapores tóxicos.
Era tão grande que sua cabeça tocava os astros celestes e suas mãos iam do Oriente ao Ocidente. Suas asas abertas podiam tapar o Sol, dos seus ombros saiam Dragões, 50 de cada ombro. Ele era tão horrendo que todos o rejeitavam, até seus irmãos, os titãs. De sua boca cuspia fogo em correntes, e lançava rochas incandescentes aos céus.

## Luta contra o Olimpo
A fim de dar cabo à vingança materna, Tifão começou a escalar o monte Olimpo provocando a fuga de todos os seus moradores; os deuses se metamorfosearam em animais e fugiram para o Egito (razão pela qual, segundo os gregos, esse povo dava aos seus deuses configurações zoomórficas). Apolo tornou-se um falcão (Hórus), Hermes um íbis (Tote), Ares um leão (Onúris), Ártemis uma gata (Neite ou Bastet), Dioniso um bode (Osíris ou Arsafes), Héracles um cervo, Hefesto um boi (Ptah) e Leto um musaranho (Uto). Apenas Atena teve coragem de permanecer na forma humana.
Do Egito, Zeus veio a se refugiar no monte Cássio, na Síria, local em que enfrentou o gigantesco inimigo. Dali atingia Tifão com seus raios mas este consegue derrubá-lo e, com uma harpe, cortou-lhe os músculos dos membros e deles fazendo um pacote que guardou numa pele de urso. Os raios e os membros amputados foram confiados a Delfim - um dragão - no antro córciro, na Cilícia.
No ataque, Tifão invocara todos os dragões que, tantos eram, escureceram o dia. Tendo perdido seus raios, Zeus propusera a Cadmo que, disfarçando-se em pastor, fizesse uma choupana e, com o som de sua flauta, atraísse o monstro. Nonos assim registra o episódio: "Canta, disse-lhe ele, Cadmo; tornarás a dar aos céus a primitiva serenidade. Tifão arrebatou-me o raio; só me resta a égide; mas de que pode valer-me contra as poderosas chamas dos raios? Sê pastor por um dia e sirva a tua flauta para devolver o império ao eterno pastor do mundo. Os teus serviços não ficarão sem prêmio; serás o reparador da harmonia do universo e a bela Harmonia, filha de Marte e de Vênus, será tua esposa."
Atraído pela música, Tifão se aproxima; Cadmo (noutros mitos, teria sido Hermes) finge estar assustado com os raios e o monstro, para acalmá-lo, deixa os relâmpagos numa caverna onde Zeus, fazendo baixar uma nuvem para não ser percebido, recupera suas armas e músculos.
De posse novamente de seus poderes, Zeus força Tifão a fugir para o monte Nisa onde as Parcas dão-lhe de comer, pois estava esfomeado, frutos que lhe diminuem a força. Ainda em fuga chega à Trácia onde pelo tanto do sangue derramado deu nome ao monte Hemos.
Ainda perseguido, vai Tifão para a Sicília e depois Itália onde Zeus, concentrando todas as forças, fulmina todas as cabeças do monstro que cai sobre a terra com estrondo, morto.

## Relação com outros mitos
Hades, incomodado com as estranhas agitações do Etna provocadas por Tifão, saíra à superfície para ver o que ocorria, dando início assim ao episódio do rapto de Perséfone.
Cadmo, pela ajuda, fora presenteado por Zeus com a noiva Harmonia, para cujas núpcias acorreram vários deuses.
As nove filhas de Piero, rei da Macedônia desafiaram as Musas, ridicularizando a fuga dos deuses covardemente disfarçados em animais, por medo a Tifão.

## Descendência
Vários monstros tiveram atribuída a paternidade a Tifão e sua esposa Equidna — a única que podia suportar a sua terrível aparência, já que outras titânides e deusas primordiais o rejeitavam — nascida de Crisaor que, por sua vez, nascera — assim como Pégaso — do sangue derramado por Medusa.
- Esfinge, monstro que levara terror a Tebas e derrotada por Édipo.[4]
- Ortros, cão de guarda do rebanho de Gerião, morto por Hércules[3]
- Leão da Nemeia, também morto por Hércules, foi transformado em constelação.[3]
- Hidra de Lerna, em cujo sangue Hércules embebeu suas setas para que seus ferimentos fossem incuráveis, após derrotá-la com ajuda de Iolau.[3]
- Scylla - Monstro da lenda de Ulisses ou Odisseu, é considerada filha de Tifão e Echidna em algumas versões antigas das lendas.
- Cérbero, guardião da entrada ao Hades.[3]
- Quimera, morta por Belerofonte.[4]
- Dragão da Cólquida, morto por Jasão e os Argonautas;
- Ladão, morto por Hércules.[4]